# Питве
Питве су насељено место у саставу општине Јелса, на острву Хвару, Сплитско-далматинска жупанија, Република Хрватска.

## Историја
До територијалне реорганизације у Хрватској налазиле су се у саставу старе општине Хвар.

## Становништво
На попису становништва 2011. године, Питве су имале 69 становника.
| Број становника по пописима | Број становника по пописима | Број становника по пописима | Број становника по пописима | Број становника по пописима | Број становника по пописима | Број становника по пописима | Број становника по пописима | Број становника по пописима | Број становника по пописима | Број становника по пописима | Број становника по пописима | Број становника по пописима | Број становника по пописима | Број становника по пописима | Број становника по пописима |
| --------------------------- | --------------------------- | --------------------------- | --------------------------- | --------------------------- | --------------------------- | --------------------------- | --------------------------- | --------------------------- | --------------------------- | --------------------------- | --------------------------- | --------------------------- | --------------------------- | --------------------------- | --------------------------- |
| 1857                        | 1869                        | 1880                        | 1890                        | 1900                        | 1910                        | 1921                        | 1931                        | 1948                        | 1953                        | 1961                        | 1971                        | 1981                        | 1991                        | 2001                        | 2011                        |
| 350                         | 446                         | 435                         | 501                         | 569                         | 573                         | 756                         | 579                         | 419                         | 315                         | 264                         | 191                         | 146                         | 112                         | 81                          | 69                          |

Напомена: У 1991. смањено издвајањем дела насеља у самостално насеље Завала, за које садржи податке у 1857, 1869, 1921. и 1931.

### Попис1991.
На попису становништва 1991. године, насељено место Питве је имало 112 становника, следећег националног састава:
| Попис 1991.‍  | Попис 1991.‍  | Попис 1991.‍ | Попис 1991.‍ | Попис 1991.‍ |
| ------------ | ------------ | ----------- | ----------- | ----------- |
|              |              |             |             |             |
| Хрвати       | Хрвати       |             | 107         | 95,53%      |
| Срби         | Срби         |             | 2           | 1,78%       |
| остали       | остали       |             | 2           | 1,78%       |
| неопредељени | неопредељени |             | 1           | 0,89%       |
| укупно: 112  |              |             |             |             |